# Лидоар
Лидоар (фр. Lidoire) је река у Француској. Дуга је 50 km. Улива се у Дордоњу. 